# Dopuštenja datotečnog sustava
Dopuštenja datotečnog sustava određuju prava pristupa datotekama na datotečnom sustavu. Primjeri prava pristupa složenijih operacijskih sustava (poput Unixa) su:
- pravo vidjeti da datoteka postoji (onaj tko smije vidjeti sadržaj direktorija)
- pravo pokretanja datoteke (ako je datoteka izvršna)
- pravo gledanja sadržaja datoteke
- pravo mijenjanja odnosno uređivanja datoteke

Ova prava su izvedena na razini operacijskog sustava pomoću sustava od 3 bita za pojedinu razinu korisnika, tako što su definirana tri prava:
- pravo čitanja datoteke - najviši bit od tri
- pravo mijenjanja datoteke - srednji bit od tri
- pravo izvođenja datoteke - najniži bit od tri

Sve kombinacije ova tri prava mogu se predstaviti oktalnim brojevima, jer se s tri bita mogu predstaviti sve brojevi od 0 do 7. Kad bi na sustavu postojali samo vlasnici datoteka i svi ostali, ako bi se htjelo da dva korisnika imaju pristup istoj datoteci morala bi se datoteka kopirati ili bi se sustav moralo složiti tako da je moguće dodavati proizvoljne vlasnike datoteka, što nije predviđeno prvim operacijskim sustavima odnosno prvim datotečnim sustavima, nego je osmišljen puno jednostavniji mehanizam: iako se za korisnike po kreiranju računa na Unix sustavima stvaraju istoimene grupe (pa je npr. korisnik speedy odmah dodijeljen grupi speedy), moguće je stvarati i nove grupe, te je moguće da je jedan korisnik član više grupa. To se npr. rabi u tvrtkama gdje su korisnici u grupama tipa: računovodstvo, razvoj, održavanje, upravni odbor.
Tako dolazimo do tablice prava pristupa u obliku tri oktalne brojke kojima prethodi znamenka 0 kojom se u većini programskih jezika definira oktalna konstanta:
| simbolički zapis | brojevni zapis | značenje                                                                                |
| ---------------- | -------------- | --------------------------------------------------------------------------------------- |
| ----------       | 0000           | nitko nema pravo pristupa datoteci                                                      |
| -rwx------       | 0700           | sva prava (čitanje, pisanje i izvođenje) - vlasnik datoteke                             |
| -rwxrwx---       | 0770           | sva prava (čitanje, pisanje i izvođenje) - vlasnik datoteke i grupa u kojoj je datoteka |
| -rwxrwxrwx       | 0777           | svi imaju sva prava                                                                     |
| ---x--x--x       | 0111           | svi mogu izvoditi datoteku, nitko ju ne može mijenjati ili gledati njen sadržaj         |
| --w--w--w-       | 0222           | svi mogu pisati u datoteku (ne rabi se praktično nikad)                                 |
| --wx-wx-wx       | 0333           | svi mogu pisati u i izvoditi datoteku (ne rabi se praktično nikad)                      |
| -r--r--r--       | 0444           | svi mogu čitati datoteku                                                                |
| -r-xr-xr-x       | 0555           | svi mogu čitati i izvršavati datoteku                                                   |
| -rw-rw-rw-       | 0666           | svi mogu čitati i pisati u datoteku                                                     |
| -rwxr-----       | 0740           | vlasnik ima sva prava; članovi grupe imaju pravo čitanja; ostali nemaju prava pristupa  |